# Gare d’Oderen
Gare d’Oderen vasútállomás Franciaországban, Oderen településen.

## Vasútvonalak
Az állomást az alábbi vasútvonalak érintik:
- Lutterbach-Kruth-vasútvonal

## Kapcsolódó állomások
A vasútállomáshoz az alábbi állomások vannak a legközelebb:
- Gare de Kruth
- Gare de Fellering